# Walerian Sanetra
Walerian Sanetra (ur. 13 grudnia 1943 w Żywcu) – polski prawnik, profesor nauk prawnych, specjalista w zakresie prawa pracy. Sędzia Sądu Najwyższego w stanie spoczynku, w latach 2001–2013 prezes Sądu Najwyższego kierujący Izbą Pracy, Ubezpieczeń Społecznych i Spraw Publicznych.

## Życiorys

### Wykształcenie i działalność naukowa
Ukończył liceum ogólnokształcące w Paczkowie, a w 1966 studia prawnicze na Wydziale Prawa i Administracji Uniwersytetu Wrocławskiego. W następnym roku podjął się asystenckich studiów przygotowawczych. 1 października 1967 rozpoczął pracę naukową na macierzystej uczelni. W 1970 uzyskał stopień doktora nauk prawnych (na podstawie rozprawy pt. Ryzyko osobowe zakładu pracy napisanej pod kierunkiem Jana Jończyka), a w 1975 stopień doktora habilitowanego nauk prawnych w oparciu o rozprawę zatytułowaną Wina w odpowiedzialności pracowniczej. W 1984 otrzymał tytuł profesorski w zakresie nauk prawnych.
W latach 1978–1980 pełnił funkcje prodziekana Wydziału Prawa i Administracji, od 1982 do 1984 był prorektorem Uniwersytetu Wrocławskiego. W latach 80. wykładał na Uniwersytecie Szczecińskim. W 1994 został profesorem zwyczajnym na Wydziale Prawa Uniwersytetu w Białymstoku, gdzie kierował Katedrą Prawa Pracy. Był także pracownikiem naukowym Centralnego Instytutu Ochrony Pracy.
Opublikował około 350 prac naukowych, najczęściej dotyczących prawa pracy.

### Działalność publiczna
W 1973 był członkiem komisji rządowej do oceny projektu kodeksu pracy, a później został członkiem Komisji do spraw Kodyfikacji Prawa Pracy i Komisji do spraw Reformy Prawa Pracy, pod koniec lat 80. zasiadał w jej prezydium. W drugiej połowie lat 70. uzyskał członkostwo w Międzynarodowym Stowarzyszeniu Prawa Pracy i Zabezpieczenia Społecznego. Zasiadał w Komitecie Nauk Prawnych Polskiej Akademii Nauk, Radzie Legislacyjnej, redakcjach czasopism prawniczych.
W 1989 brał udział w obradach Okrągłego Stołu po stronie rządowej.
1 lipca 1990 objął stanowisko sędziego Sądu Najwyższego, 15 maja 2001 został powołany na prezesa Sądu Najwyższego kierującego Izbą Administracyjną, Pracy i Ubezpieczeń Społecznych (którą przemianowano następnie na Izbę Pracy, Ubezpieczeń Społecznych i Spraw Publicznych) Sądu Najwyższego. Z dniem 14 grudnia 2013 przeszedł w stan spoczynku.

## Odznaczenia i wyróżnienia
W 2014, za wybitne zasługi dla wymiaru sprawiedliwości, za zasługi w kształtowaniu zasad demokratycznego państwa prawa, odznaczony przez prezydenta RP Krzyżem Komandorskim Orderu Odrodzenia Polski. W 2014 otrzymał Medal „Zasłużony dla Wymiaru Sprawiedliwości – Bene Merentibus Iustitiae”.
Został uhonorowany wydaną na jego cześć publikacją Z aktualnych zagadnień prawa pracy i zabezpieczenia społecznego. Księga jubileuszowa profesora Waleriana Sanetry, red. nauk. Józef Iwulski, Bogusław Cudowski, Białystok 2013, ISBN 978-83-62813-37-7.